# Mariusz Urbaniak
Mariusz Urbaniak (ur. 22 czerwca 1972 w Zgorzelcu) – polski piłkarz, występujący na pozycji pomocnika.

## Życiorys
Wychowanek Granicy Bogatynia. W wieku 15 lat został juniorem Zagłębia Lubin, z którym w 1990 roku zajął trzecie miejsce w mistrzostwach Polski juniorów. W 1990 roku został włączony do pierwszego składu Zagłębia. W I lidze zadebiutował 30 marca 1991 roku w zremisowanym 0:0 spotkaniu z Legią Warszawa. W sezonie 1990/1991 zdobył z Zagłębiem mistrzostwo Polski. Ponadto 2 października 1991 roku wystąpił w meczu z Brøndby IF w ramach Pucharu Mistrzów, wygranym przez Zagłębie 2:1. Ogółem w barwach Zagłębia rozegrał 23 spotkania w I lidze. W 1992 roku przeszedł do Miedzi Legnica. W barwach tego klubu wystąpił w 94 spotkaniach II ligi, grał także w dwumeczu z AS Monaco (0:1, 0:0) w ramach Pucharu Zdobywców Pucharów. W sezonie 1996/1997 grał na wypożyczeniu w Karkonoszach Jelenia Góra, z którymi awansował do II ligi. Pod koniec sezonu 1997/1998 doznał kontuzji, a po spadku Miedzi z ligi przeszedł do Granicy Bogatynia, podjął wówczas również pracę w firmie budowlanej. W latach 1999–2000 grał w niemieckim VfB Zittau, następnie był zawodnikiem Nysy Zgorzelec, a później grającym trenerem Granicy Bogatynia. W sezonie 2007/2008 grał w Jaśnicy Opolno Zdrój. W latach 2010–2012 i 2013 był szkoleniowcem piłkarzy Bazaltu Sulików. Następnie podjął pracę w czeskiej firmie produkującej podsufitki samochodowe.

## Statystyki ligowe
| Sezon     | Klub           | Liga    | Mecze | Gole |
| --------- | -------------- | ------- | ----- | ---- |
| 1990/1991 | Zagłębie Lubin | I liga  | 9     | 0    |
| 1991/1992 | Zagłębie Lubin | I liga  | 14    | 0    |
| 1992/1993 | Miedź Legnica  | II liga | 26    | 3    |
| 1993/1994 | Miedź Legnica  | II liga | 31    | 5    |
| 1994/1995 | Miedź Legnica  | II liga | 17    | 1    |
| 1997/1998 | Miedź Legnica  | II liga | 20    | 0    |